# (11827) Wasyuzan
(11827) Wasyuzan est un astéroïde de la ceinture principale.

## Description
(11827) Wasyuzan est un astéroïde de la ceinture principale. Il fut découvert le 14 novembre 1982 à Kiso par Hiroki Kosai et Kiichiro Hurukawa. Il présente une orbite caractérisée par un demi-grand axe de 2,28 UA, une excentricité de 0,15 et une inclinaison de 3,2° par rapport à l'écliptique.

## Compléments